# Néronde-sur-Dore

Néronde-sur-Dore este o comună în departamentul Puy-de-Dôme, Franța. În 1 ianuarie 2022 avea o populație de 485 de locuitori.